# Iveco Daily
Iveco Daily – samochód dostawczy klasy wyższej i lekki samochód ciężarowy o DMC do 7,2 tony produkowany pod włoską marką Iveco od 1978 roku. Od 2014 roku produkowana jest czwarta generacja modelu.

## Pierwsza generacja

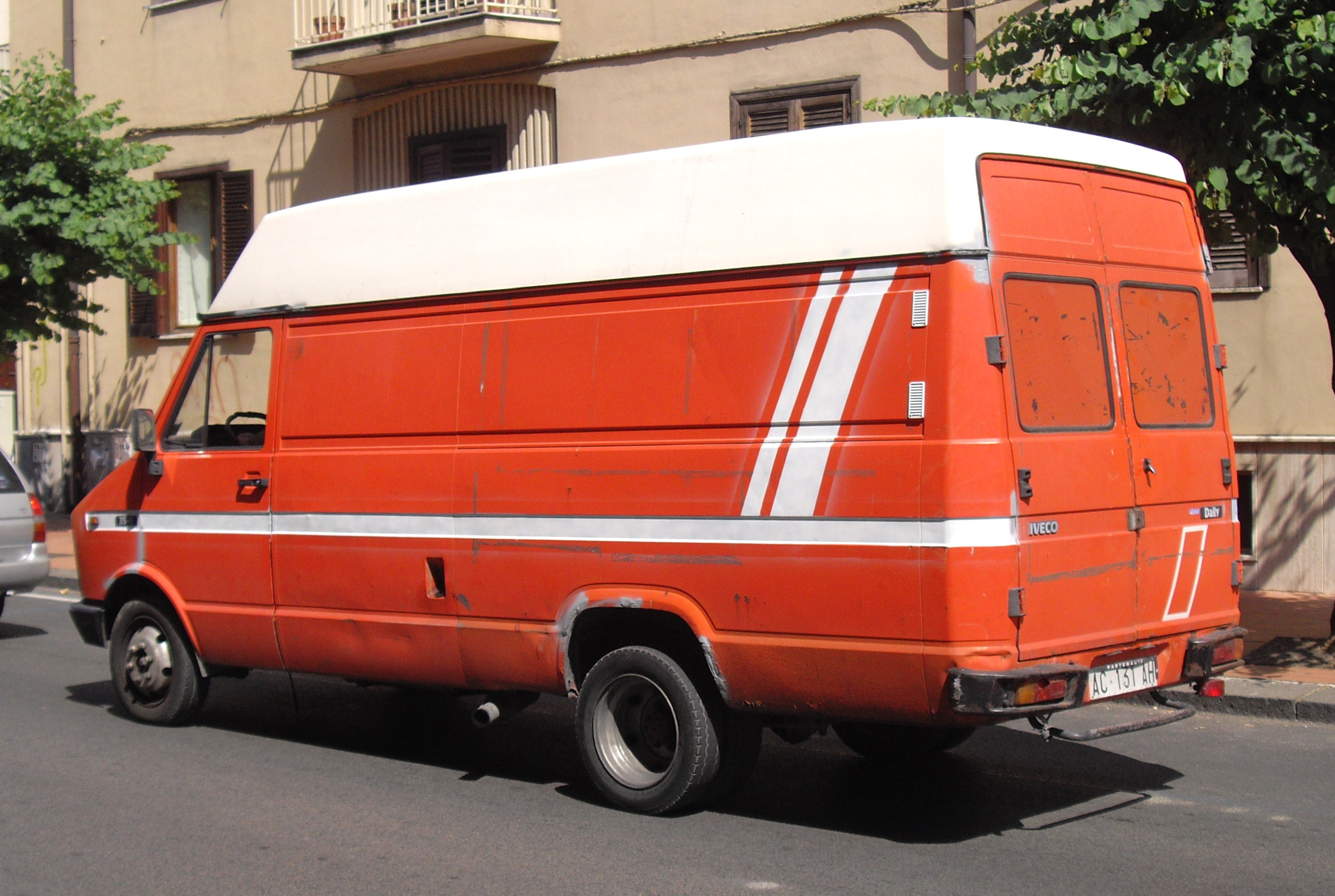
Iveco Daily I – tył

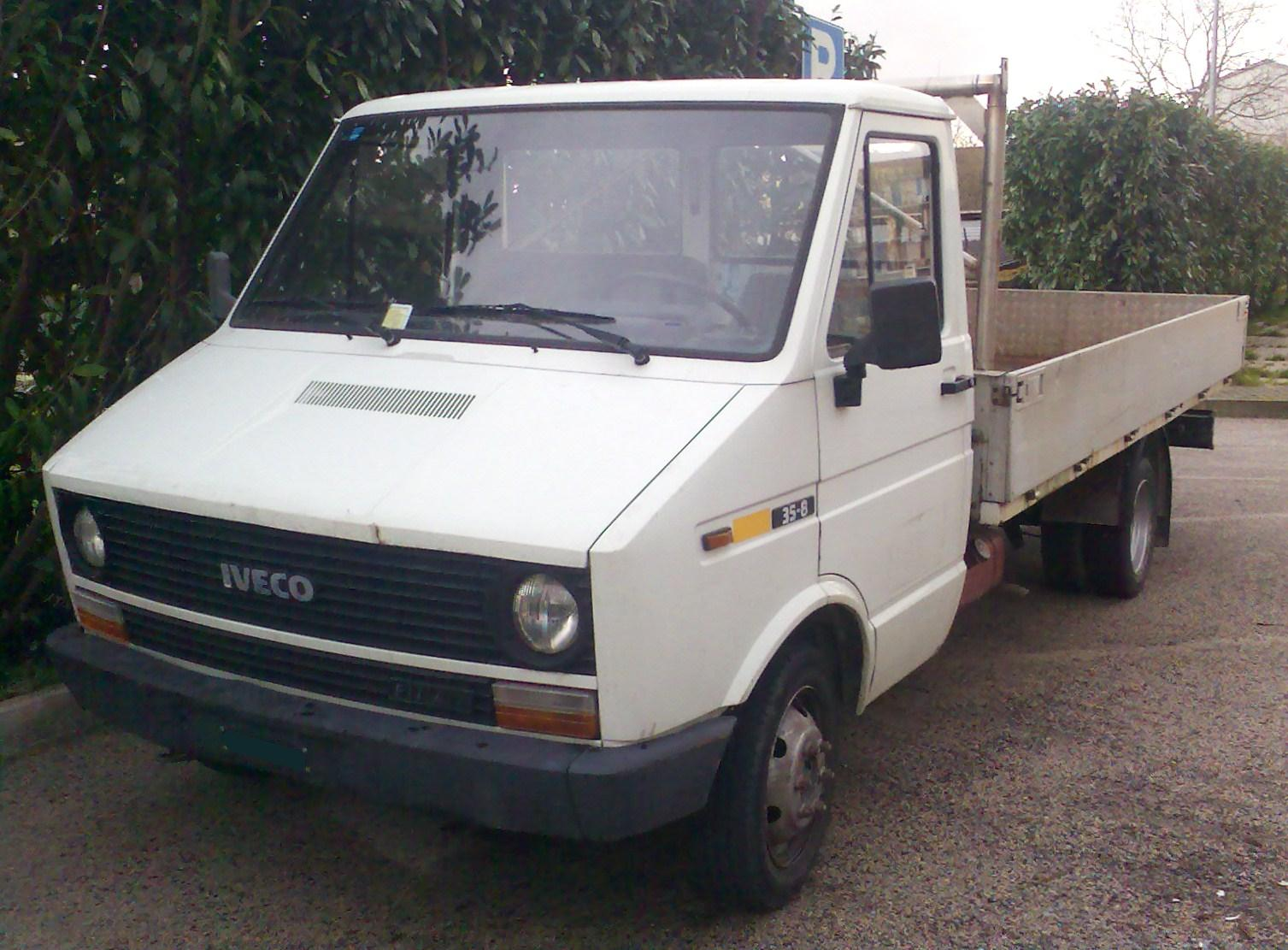
Iveco Daily I w wersji ciężarowej

Iveco Daily I został zaprezentowany po raz pierwszy w 1978 roku.
Po powstaniu koncernu Iveco rozpoczęto prace nad trzema nowymi rodzinami modeli połączonych firm. Jednym z nich był typoszereg „Iveco Daily”, którego produkcję uruchomiono w 1978 roku. Początkowo miał on dopuszczalną masę całkowitą 3,5 do 5,0 ton (być może występował również mniej popularny model o masie do 2,8 ton). W odróżnieniu od mniejszych samochodów dostawczych, o nadwoziu samonośnym, konstrukcję lekkiej ciężarówki Daily oparto na ramie podłużnicowej o konstrukcji kratownicowej. To rozwiązanie zwiększa masę pojazdów, ale zapewnia ich większą sztywność i wytrzymałość.
W 1977 roku powstała spółka z Renault pod nazwą „Societe Franco-Italiana Motori” (SOFIM). Uruchomiła ona w Foggii produkcję czterocylindrowego silnika Diesla ZS Sofim z komorą wstępną w układzie zasilania. Miał on pojemność 2,45 dm³ i wersji wolnossącej osiągał moc maksymalną 53 kW. Był wykorzystywany m.in. do napędu samochodów OM Grinta i „Iveco Daily” z grupy Iveco. Z czasem w 1980 roku uruchomiono produkcję turbodoładowanej odmiany tego silnika o mocy 68 kW montowanej między innymi w modelu „Iveco TurboDaily”. W 1985 roku w udoskonalonych silnikach ZS Sofim o pojemności zwiększonej do 2,5 dm³ zastosowano bezpośredni wtrysk paliwa do komory spalania. Wzrosła moc przy jednoczesnym spadku zużycia paliwa.
W 1986 roku zaprezentowano prototyp Iveco Daily z napędem elektrycznym.
Przeciętna produkcja tego typoszeregu wynosiła około 30 tys. sztuk rocznie. Dzięki temu zajął on pierwsze miejsce na rynkach Europy Zachodniej z udziałem około 20 procent. Daily pierwszej generacji był w początkowym okresie produkcji sprzedawany pod marką Fiat i Alfa Romeo, jako Fiat Daily i Alfa Romeo AR8. Największy model miał przestrzeń ładunkową do 17 m³. Rodzina pierwszej generacji była produkowana głównie we Włoszech. W latach 90. uruchomiono produkcję pojazdu tej generacji w spółce firm Iveco i Zastava pod nazwą Zastava Rival o zdolności produkcyjnej wszystkich pojazdów do 7 tys. sztuk. Początkowo produkcja spółki, w tym modelu Zastava Rival, wynosiła około 3 tys. sztuk rocznie. Później ze względu na skutki wojny w Jugosławii/Serbii spadła ona do około 1 tys. sztuk rocznie.

## Druga generacja

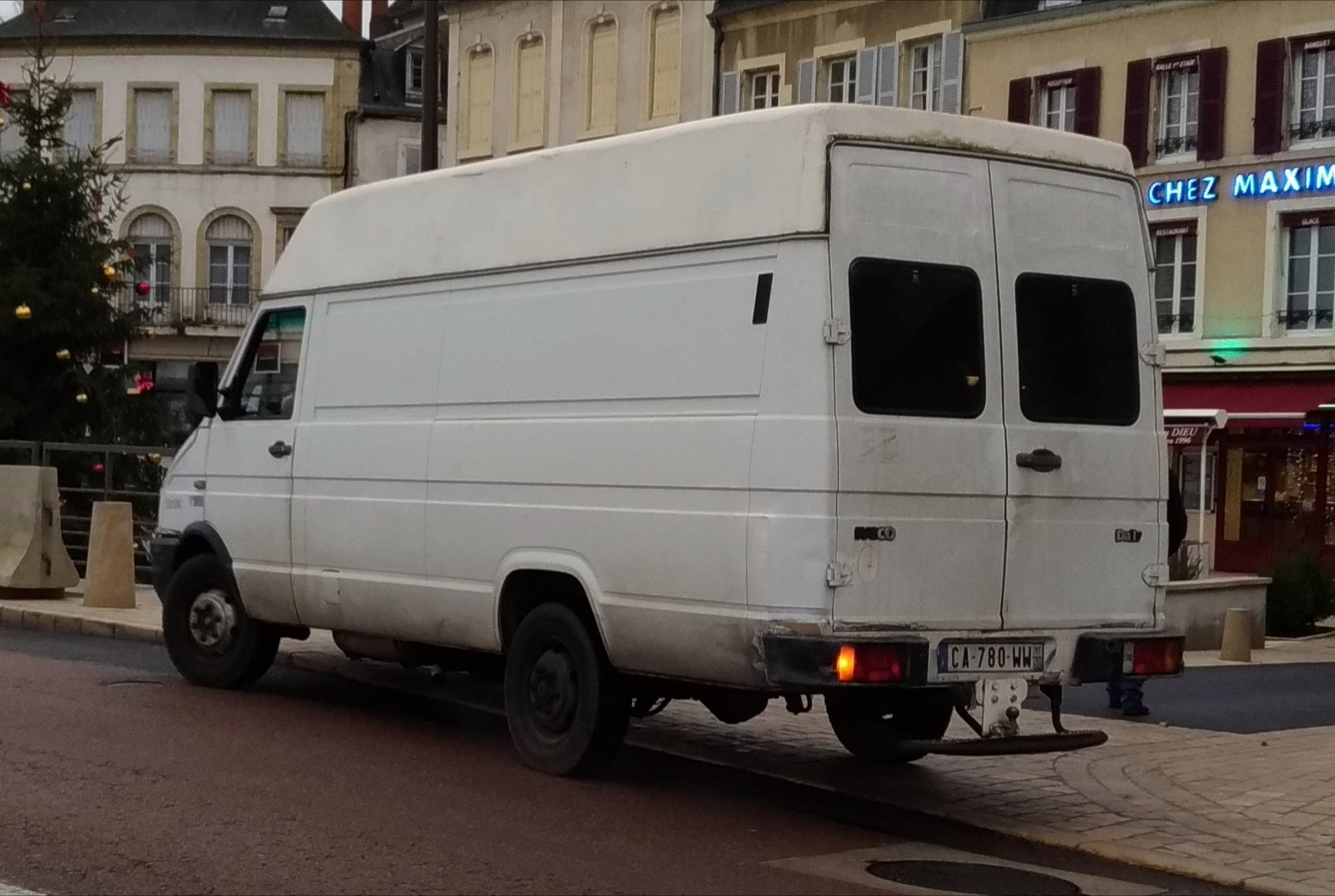
Iveco Daily II – tył

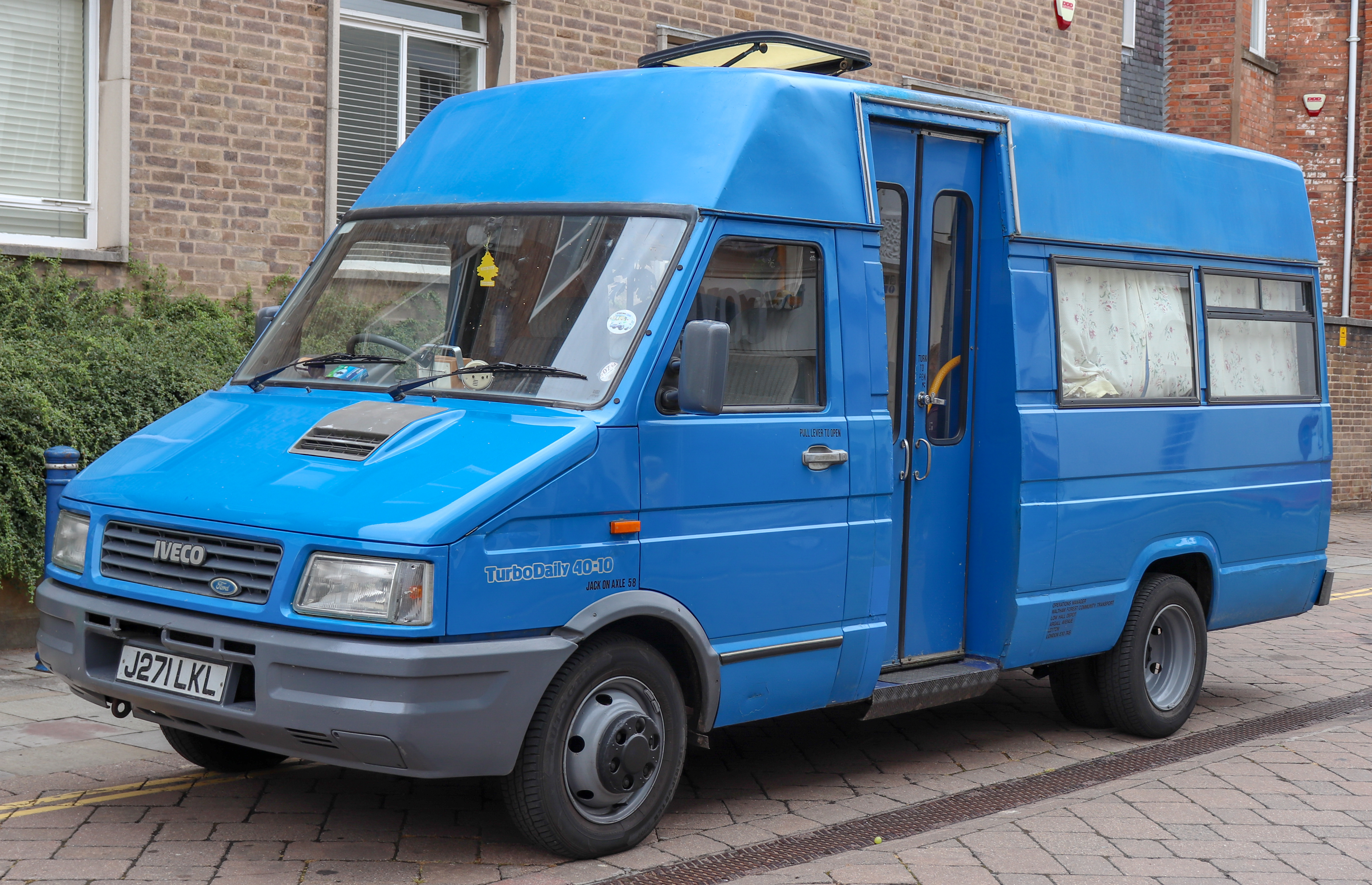
Iveco Daily II po liftingu

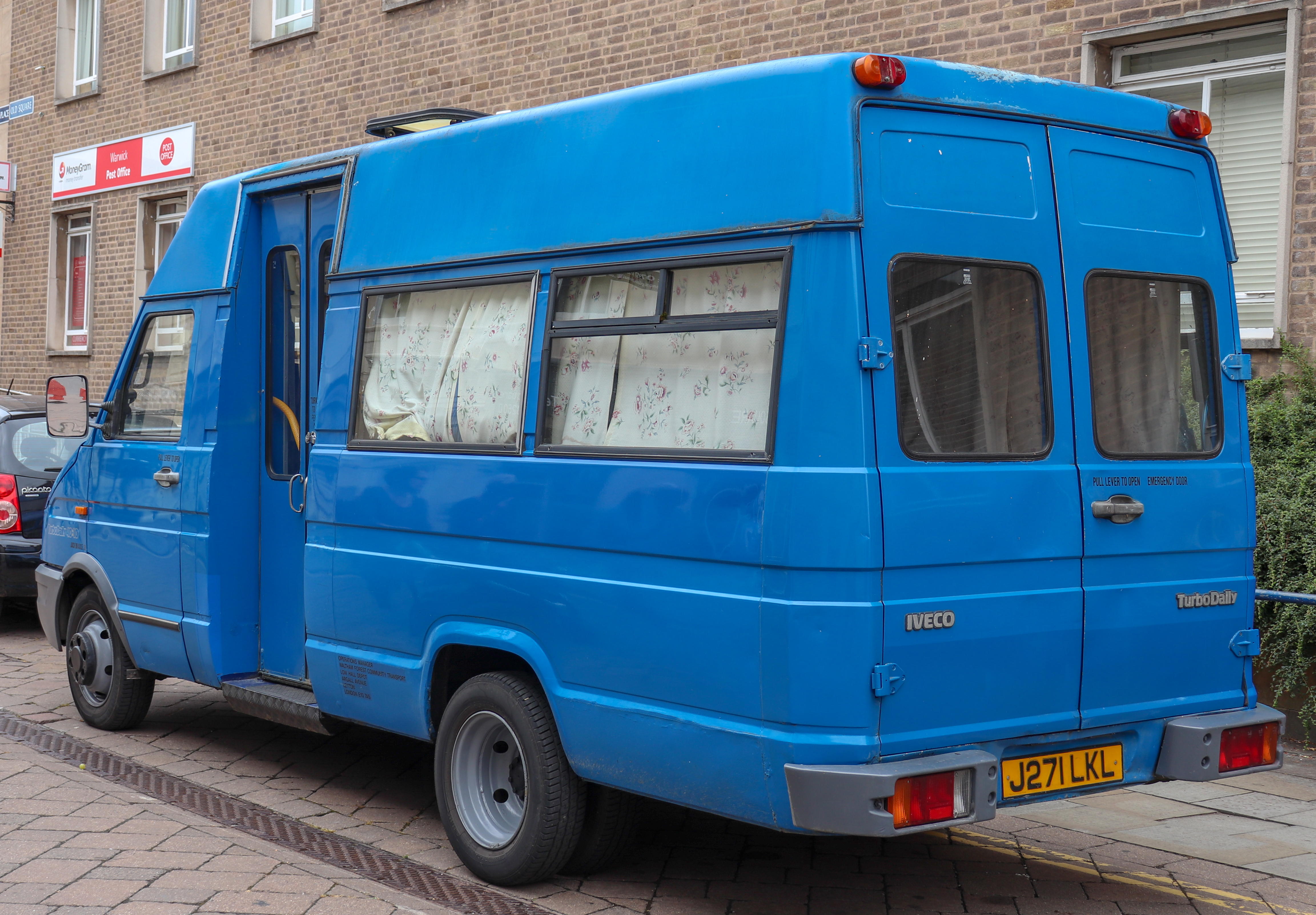
Iveco Daily II – tył po liftingu

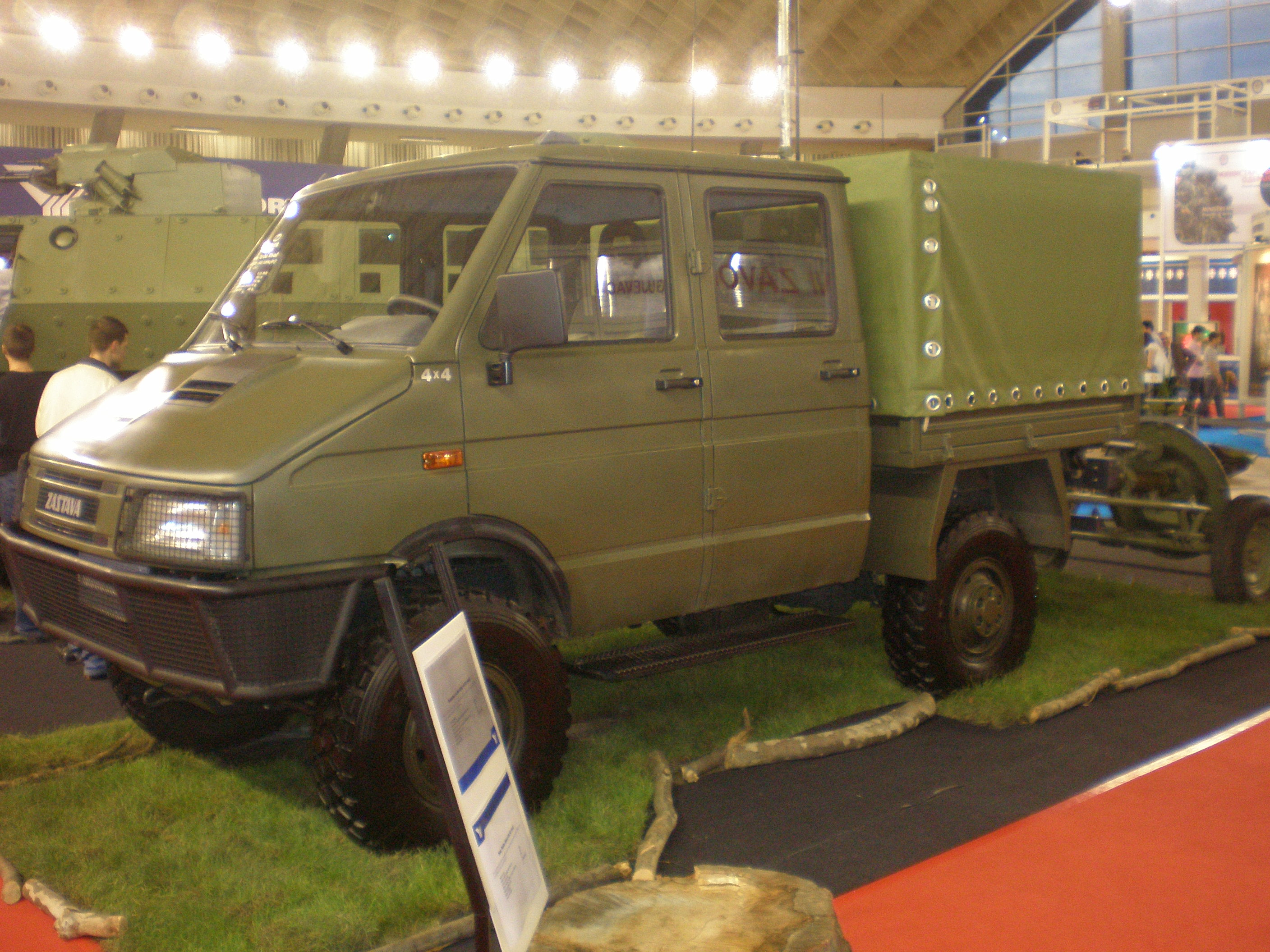
Zastava New Turbo Rival 4x4

Iveco Daily II został zaprezentowany po raz pierwszy w 1989 roku.
W udoskonalonych modelach drugiej generacji zastosowano bardziej opływowe kabiny o lepszych właściwościach aerodynamicznych. Współczynnik oporu aerodynamicznego Cx spadł do 0,44 dla furgonów i 0,50 dla samochodów skrzyniowych. Zwiększono również do 50 liczbę odmian obejmujących samochody skrzyniowe, podwozie z kabiną wykorzystywane przez zewnętrzne firmy do różnych specjalistycznych nadwozi, wywrotki, furgony, minibusy oraz odmiany z napędem na 4 koła – 4x4. Bazowały one na 3 rozstawach osi i tyluż długościach całkowitych. Odmienne wymiary, ze względu na odmienne podwozie (prawdopodobnie od firmy zewnętrznej), miały również modele z napędem na wszystkie koła.
Co najmniej od tej generacji produkowano modele należące do kategorii samochodów dostawczych o dopuszczalnej masie całkowitej 2,8 do 3,5 tony. Również kabiny wykonywano w trzech długościach. Normalną, z dwoma rzędami siedzeń (dla 6 osób), oraz z trzema rzędami (dla 8 osób). Furgony były produkowane z trzema rozstawami osi (2,8 m, 3,31 m, 3,95 m), zaś zunifikowane z nimi minibusy powstawały na bazie dwóch podwozi o największych rozstawach osi. Mieściły od 16 do 19 pasażerów, a w odmianie szkolnej 41.
W pojazdach stosowano skrzynie biegów produkcji Iveco lub opcjonalnie firmy ZF. Po przejęciu w roku 1990 hiszpańskiej firmy Pegaso, przekształconej rok później w IVECO-Pegaso, uruchomiono tam produkcję Daily zwanego na rynku lokalnym IVECO-Pegaso Daily. W 1996 roku typoszereg przeszedł modyfikację stylistyczną nadwozia (face lifting), zaczęto również stosować większe silniki Sofim o pojemności 2,8 dm³ o mocy maksymalnej 76 kW (103 KM), spełniające wymagania normy Euro 2. W 1998 roku dokonano reorganizacji produkcji, po której skoncentrowano montaż Daily w Suzzara (Włochy) oraz Valladolid (IVECO-Pegaso, Hiszpania). Pod koniec lat 90. w zakładach europejskich osiągnięto poziom produkcji około 70 tys. sztuk rocznie i ciągle on wzrastał.
W latach 1996–1997 Daily był produkowany w zakładach Iveco w Argentynie. Na bazie Daily produkowano również pojazdy wojskowe serii Iveco VM 90. Modele drugiej generacji produkowano również w wielu spółkach Iveco z innymi firmami, np. w firmie Zastava Kamioni z Jugosławii/Serbii (modele „Zastava Rival” i New Turbo Rival bazujące na pierwszej i drugiej generacji Daily i TurboDaily) i na Ukrainie – „IVECO-KRAZ” (zdolność montażu do 12 tys. sztuk rocznie Daily i Eurocargo). Były również montowane w standardzie SKD m.in. przez Fiat Auto Poland oraz firmę „Servipol” (Grupa PEKAES) w Poznaniu w latach 1996–1999.
Od sierpnia 1991 roku Daily produkowany jest w Chinach przez firmę „Nanjing Auto Works”, a następnie przez zawiązaną w 1996 roku spółkę j.v. „Nanjing Iveco Motor Co., Ltd.” (Naveco) w Nankinie (prowincja Jiangsu) w Chinach. Zdolność produkcyjna tych zakładów została zaplanowana na 20 tys. sztuk rocznie. Celem spółki z Iveco jest jej podniesienie do 60 tys. sztuk rocznie. W 2006 roku podjęto decyzję o rozbudowie zakładów, wprowadzeniu do produkcji wszystkich głównych typoszeregów Iveco oraz zwiększeniu zdolności produkcyjnych do 70–100 tys. sztuk rocznie. W 2005 roku w Chinach powstało około 18 tys. Daily, w 2006 roku około 20 tys., w 2007 roku około 24 tys. sztuk, głównie jako mikrobusy. Co najmniej od 2007 roku są tam produkowane modele trzeciej generacji.
Po uruchomieniu produkcji Daily trzeciej generacji kontynuowano przez pewien czas produkcję starszych modeli pod nazwą Daily Classic. Prawdopodobnie do 2000 roku.

### Oznaczenia typów
Modele drugiej generacji były oznaczane przy pomocy 3 lub 4 cyfr przedzielonych kropką. Pierwsze dwie cyfry oznaczały przybliżoną dopuszczalną masę całkowitą. Po kropce znajduje się jedna lub dwie liczby oznaczające przybliżoną moc maksymalną w KM.
Przykłady oznaczenia:

30.8 – samochód dostawczy o dopuszczalnej masie całkowitej 2,8 tony (30), z silnikiem o mocy 75 KM (8).

45.10 – lekki samochód ciężarowy o dopuszczalnej masie całkowitej 4,5 tony (45), z silnikiem o mocy 103 KM (10).
Począwszy od trzeciej generacji, stosowane jest oznaczenie typów Daily składające się z 5 bądź 6 znaków: xxL1yyL2, gdzie:

xx – cyfry oznaczające dopuszczalną masę całkowitą w tonach,

L1 – litera: L – samochód dostawczy z dolnego zakresu klasy maxi, S – samochód dostawczy z górnego zakresu klasy maxi, C – lekki (ewentualnie średni) samochód ciężarowy,

yy – cyfry oznaczające moc maksymalną w KM, zaokrągloną w górę.

L2 – litera: brak – podwozie z kabiną pojedynczą, D – podwozie z kabiną podwójną, V – van (furgon).

Przykłady oznaczenia:

29L10V – samochód dostawczy (L) o dopuszczalnej masie całkowitej z zakresu 2,8–3,2 tony, z silnikiem o mocy 96 KM (10), z nadwoziem typu furgon (V).

35S12 – samochód dostawczy (S) o dopuszczalnej masie całkowitej 3,5 tony (35), z silnikiem o mocy 116 KM (12), jako podwozie z kabiną (brak L2).

50C18V – lekki samochód ciężarowy (C) o dopuszczalnej masie całkowitej 5,0 ton (50), z silnikiem o mocy 176 KM (18), z nadwoziem typu furgon (V).

## Trzecia generacja

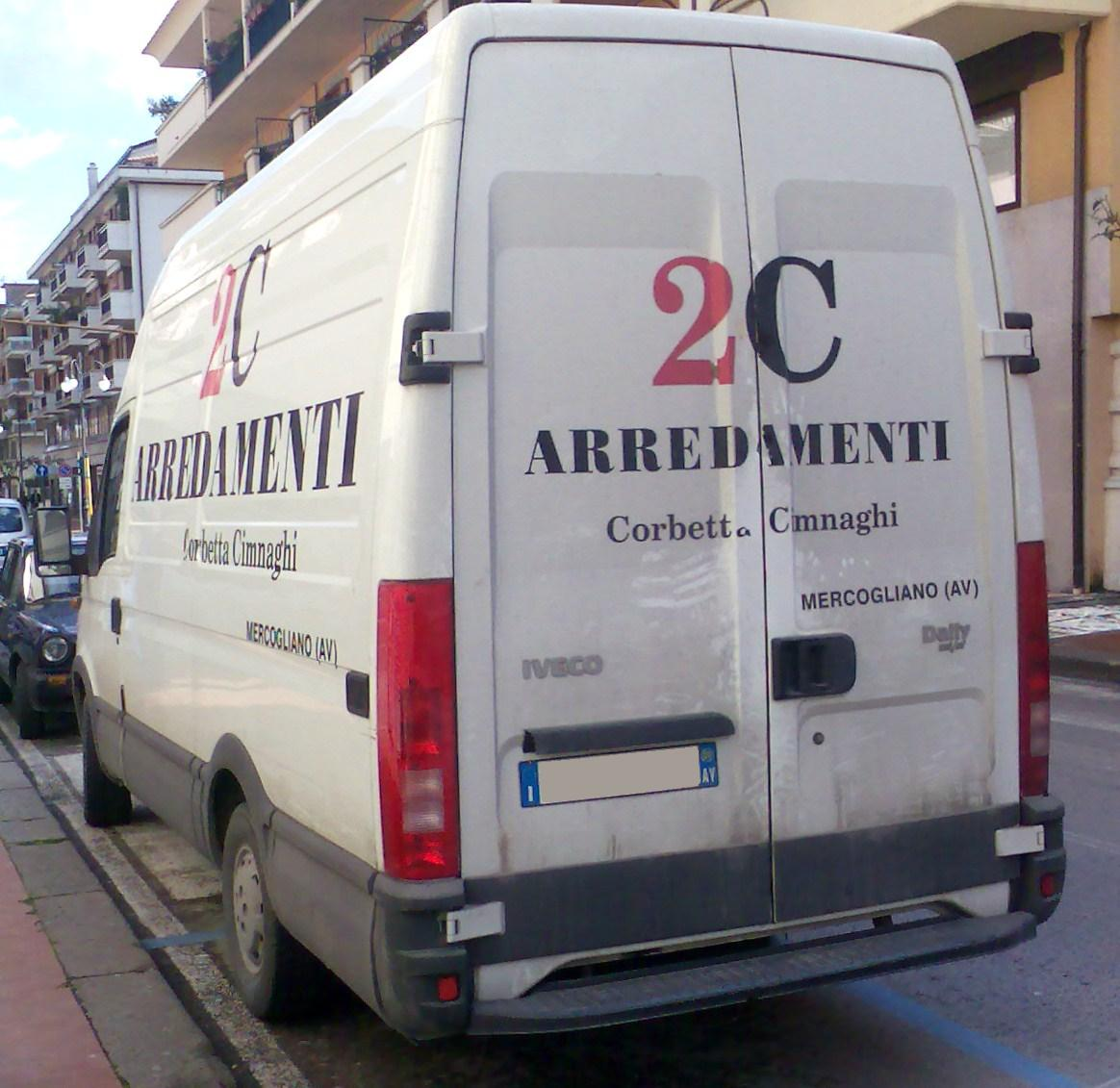
Iveco Daily III – tył

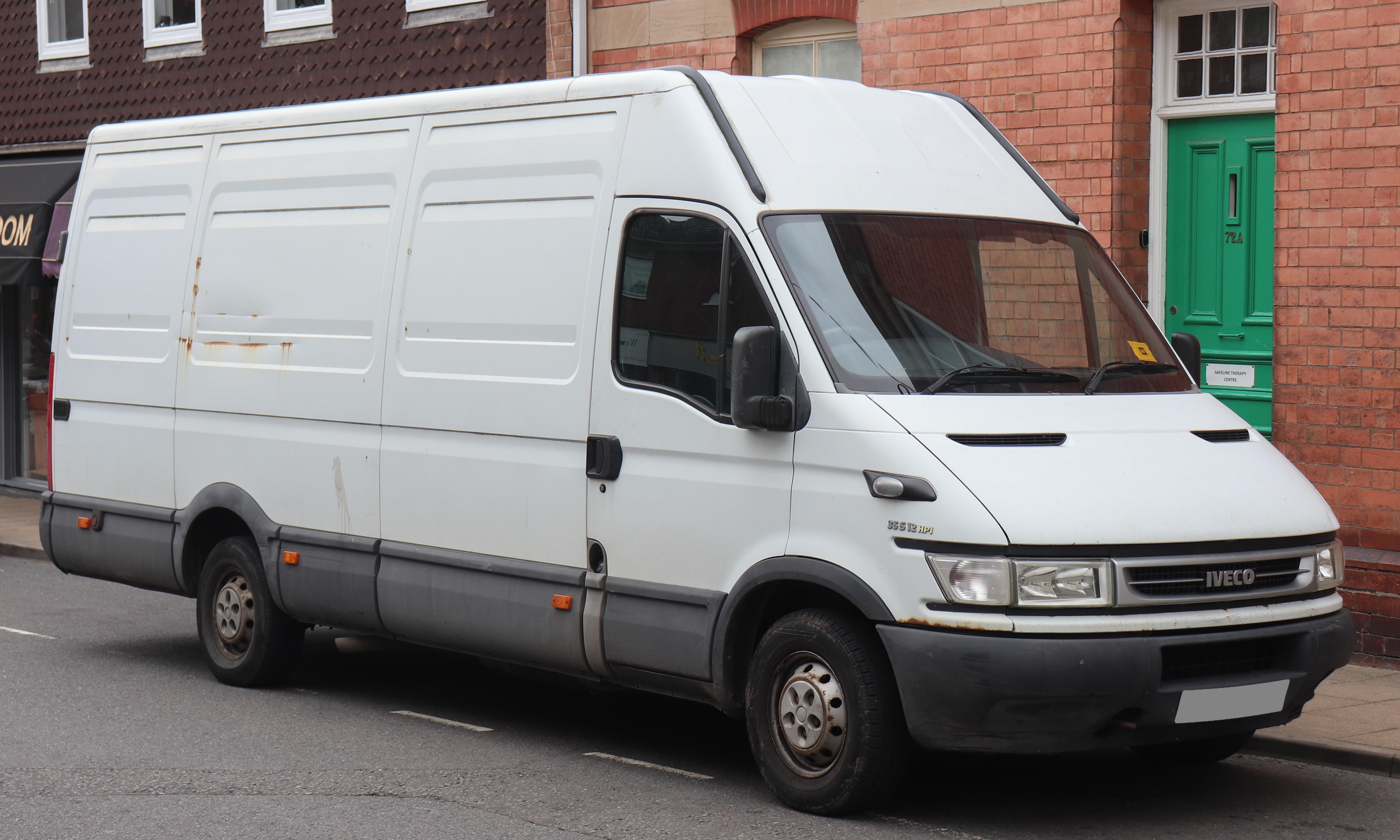
Iveco Daily III po liftingu

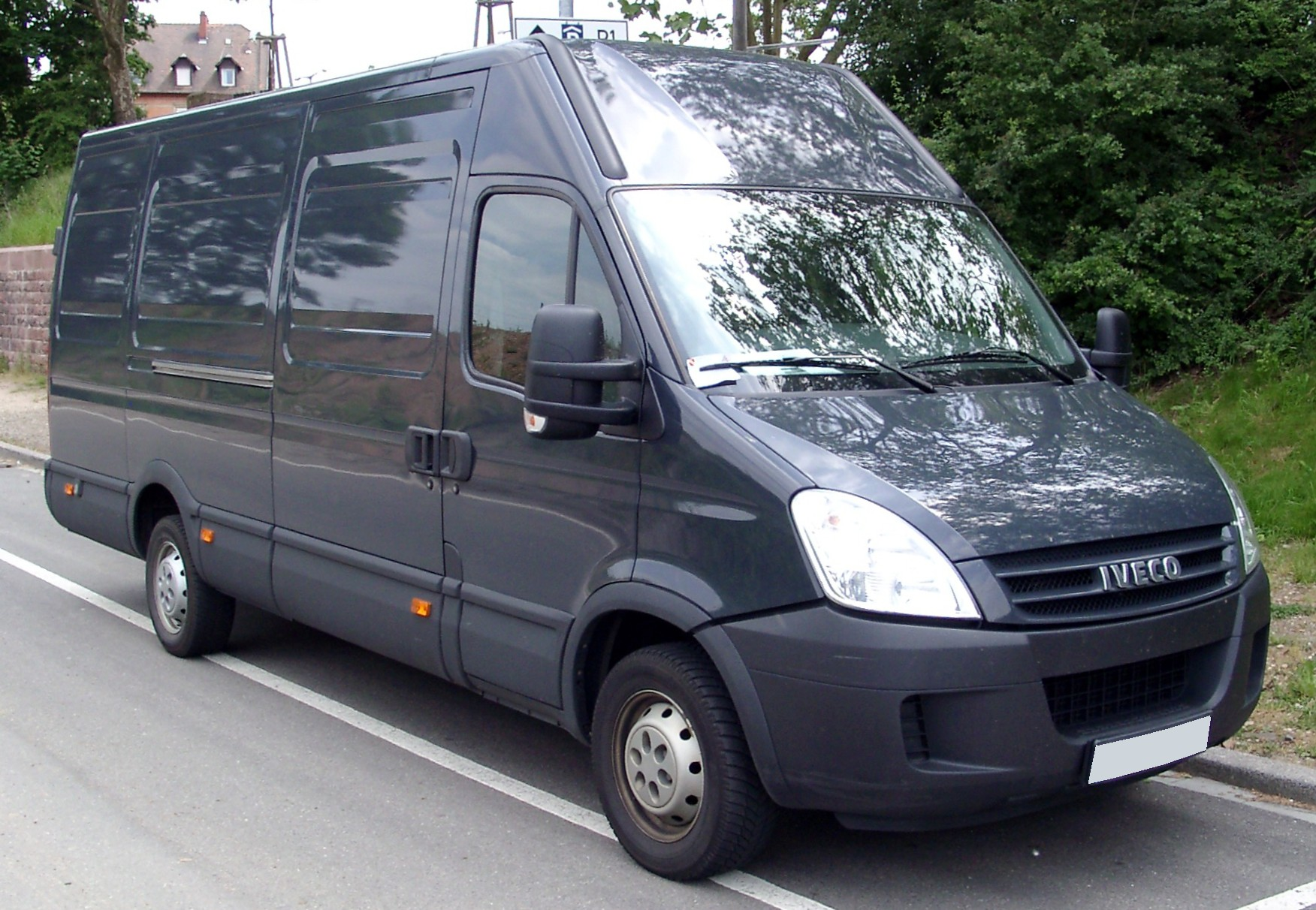
Iveco Daily III po drugim liftingu

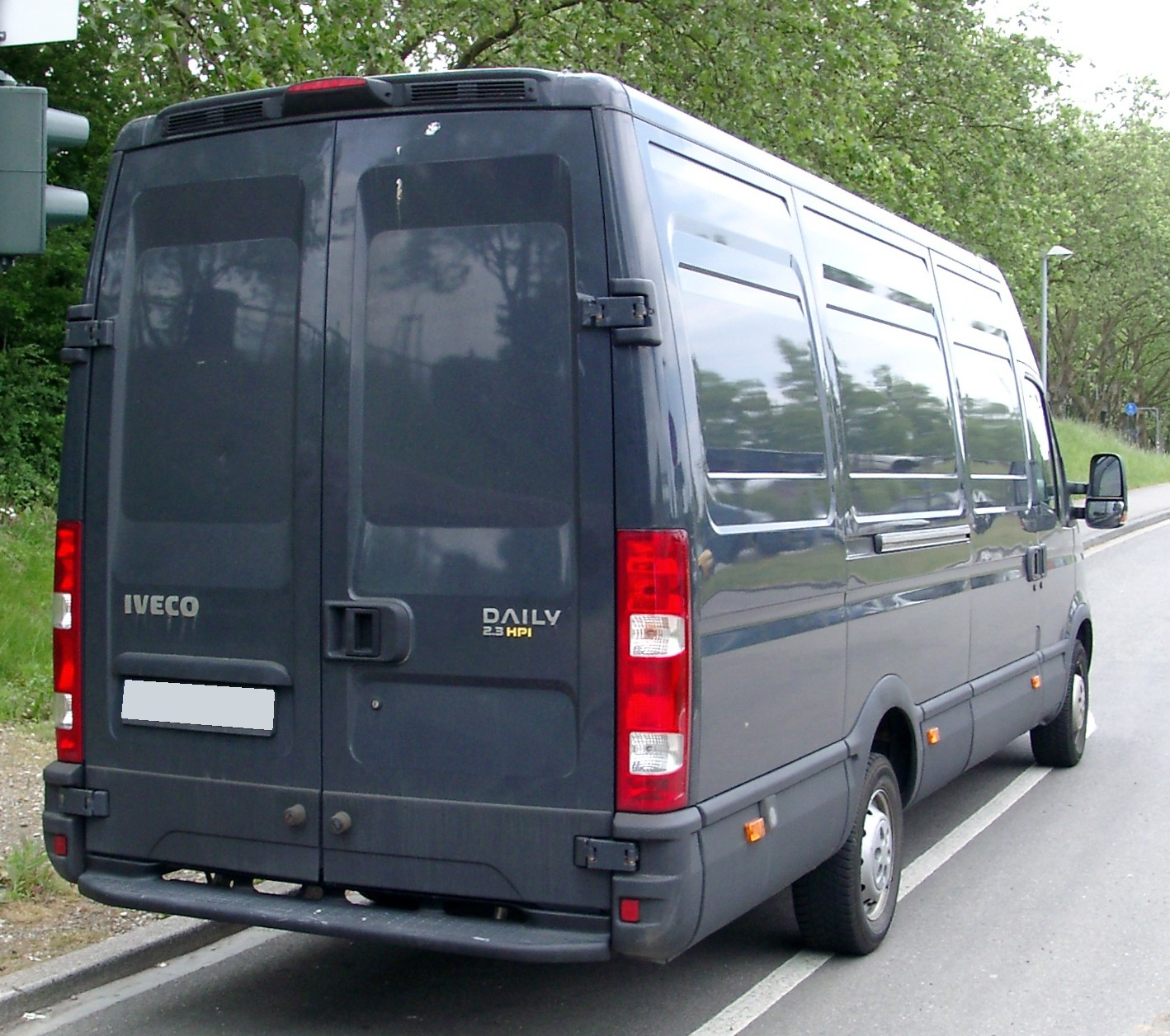
Iveco Daily III – tył po drugim liftingu

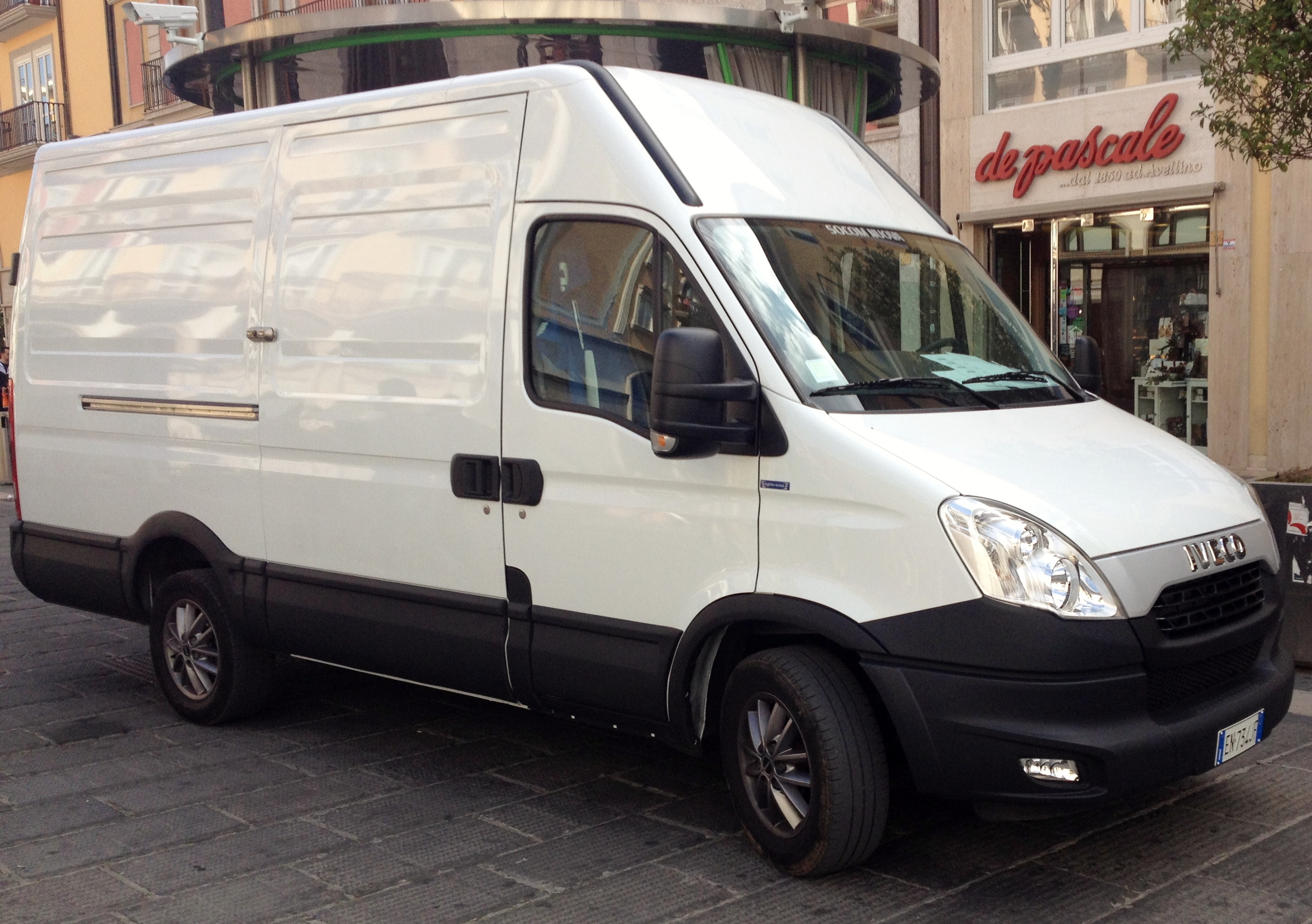
Iveco Daily III po trzecim liftingu

Iveco Daily III został zaprezentowany po raz pierwszy w 1999 roku.
W 2000 roku auto otrzymało tytuł Van of the Year. Wraz z wprowadzenie typoszeregu trzy wprowadzono nowy model „Daily 65” o maksymalnej masie całkowitej 6,5 tony. Modele pod nazwą „Iveco TurboDaily” produkowano do 2002 roku. Po raz kolejny zmniejszono opory powietrza, które w wersji furgon osiągnęły Cx = 0,34. Podstawowy silnik Sofim miał pojemność 2,8 dm³ i 85 KM, zaś w odmianach turbo – 105, 125, 135 i 146 KM.
W ofercie znalazł się „Iveco Daily Camper”, czyli samochód kempingowy na bazie Daily. Prawdopodobnie nadwozia kempingowe wykonują specjalistyczne firmy. Powstawały również odmiany wojskowe z napędem na 4 koła pod nazwą M 40.12 VM. Obejmowały one wersje skrzyniowe, furgony i mikrobusy-cabrio dla 12–13 osób. Wprowadzono również do produkcji m.in. wersje Agile, wyposażoną w automatyczną skrzynię biegów.
Produkcja odbywała się tradycyjnie we Włoszech i Hiszpanii. We wrześniu 2000 roku rozpoczęto produkcję dwóch modeli w Brazylii w nowym zakładzie „Iveco Mercosur Ltda” w Sete Lagoas, będącym spółką Iveco i Fiata, o docelowej zdolności 28,5 tys. sztuk rocznie, w tym 19,5 tys. sztuk klasy Daily (także Fiat Ducato, oraz nieco później montaż zlecony modeli Citroën Jumper i Peugeot Boxer). Ponieważ był to debiut firmy na tym rynku, produkcja rozwijała się bardzo powoli i w latach 2000–2006 wahała się w przedziale 1–4 tys. sztuk.
W 2006 roku podjęto decyzję o rozbudowie zakładów w Chinach, prawdopodobnie wiązało się to z wprowadzeniem do produkcji, co najmniej od 2007 roku, trzeciej generacji Daily. W 2008 roku w Chinach powstało około 38 tys. sztuk, głównie jako mikrobusy.
Jesienią 2007 roku wprowadzono nowy Iveco Daily 4x4 produkowany przy wykorzystaniu podwozia SCAM, na którym zabudowuje się silniki, skrzynie biegów i kabiny Iveco. Produkcja odbywa się przy współpracy austriackiej firmy Achleitner. Ze względu na odmienne podwozia modele 4x4 mają wymiary odbiegające od innych pojazdów rodziny Daily. Występują one w wersjach o dopuszczalnej masie całkowitej 3,5 oraz 5,5 tony. Modele te wyposażane w urządzenia komunalne stały się konkurentem lżejszych wersji Unimoga.

### Restylizacje
W 2004 roku auto przeszło modernizację. Przedni grill otrzymał chromowanie, przednie kierunkowskazy były od teraz przeźroczyste. W 2005 roku zastosowano silnik zasilany sprężonym gazem ziemnym CNG o pojemności 2,7 dm³ i mocy 78 kW (106 KM). Z czasem, w kolejnej generacji Daily, dodano drugi o większej pojemności i mocy. Bazują one na silnikach Diesla firmy Sofim. W tym samym roku rozpoczęto stosowanie silnika Diesla o pojemności 3,0 dm³ w dwóch wariantach mocy. W silnikach Diesla jest stosowana technologia wtrysku bezpośredniego „Unijet” (common rail).
Daily III po drugim dużym liftingu zostało zaprezentowane w 2006 roku. Auto zostało zaprojektowane przez Giorgetto Giugiaro. Na początku 2007 roku pojawił się kolejny silnik napędzany gazem ziemnym CNG o mocy 100 kW (136 KM). „Iveco Daily CNG” z tym silnikiem spełnia wymagania normy EEV (Enhanced Environmentally Friendly Vehicle) oraz Euro 6. Zbiorniki na gaz mogą pomieścić 31 litrów gazu, co wystarcza do pokonania około 300 km, a ich zamontowanie zmniejsza ładowność ciężarówki o około 200 kilogramów. Montowany jest również rezerwowy zbiornik tradycyjnego paliwa o pojemności 14 litrów. Podwozie Iveco Daily jest m.in. dostarczane firmom zabudowującym nadwozia autobusów klasy mini. Są one często sprzedawane pod marką Irisbus Daily. Samochody z takim silnikiem wyposażone są w sześciostopniową przekładnię automatyczną AGile z możliwością sterowania manualnego.
Dostępnych jest ponad 2,5 tysiąca wersji i wariantów wyposażenia typoszeregu Daily. Zastosowano w nim siedem silników, z których pięć typu Diesla posiada wysokociśnieniowy układ zasilania common rail, a dwa są zasilane CNG. Maksymalna ładowność wynosi od 1060 do 4255 kg, rozstaw osi: 3000, 3300 lub 3950 mm. Wysokość wnętrza furgonu może mieć trzy warianty: 1545, 1900 lub 2100 mm. Pojemność przestrzeni ładunkowej furgonów waha się od 7,3 do 17,2 m³.
W 2007 roku podpisano z rosyjską firmą „Samotlor-NN” umowę o powołaniu spółki, w której Iveco ma 51 procent akcji. W fabryce spółki w Niżnym Nowogrodzie powstawały wersje pojazdu przeznaczone na rynek rosyjski. Produkowano tam trzy warianty nadwoziowe modelu Daily: transporter, minibus i ambulans.
W 2008 roku firma FedEx Express rozpoczęła testy 10 hybrydowych Iveco Daily na trasie Mediolan–Turyn. Testy odbyły się również w innych miastach europejskich, m.in. w Paryżu. Pojazdy z takim napędem trafiły do produkcji seryjnej. Dostarczone zostały m.in. do Mediolanu. Irisbus Iveco Daily Hybrid ma pojemność 18 pasażerów. System hybrydowy składa się z silnika Diesla typu FPT F1A o mocy maksymalnej 85 KW (116 KM) oraz silnika elektrycznego firmy Bosch o mocy maksymalnej 32 KW (43,5 KM), który jest wykorzystywany głównie podczas ruszania pojazdu. Po osiągnięciu prędkości 10 km/h automatycznie załącza się silnik wysokoprężny. W czasie hamowania pojazdu, silnik elektryczny działa jak alternator i zbiera wytwarzaną energię (rekuperacja), magazynując ją w bateriach litowo-jonowych. System hybrydowy pozwala obniżyć o ok. 25% zużycia paliwa w porównaniu z silnikiem Diesla.
W drugiej połowie 2009 roku dokonano niewielkiej stylistycznej modernizacji modelu Daily, w wyniku której zastosowano nową, lakierowaną na srebrno atrapę wlotu powietrza. Do oferty wprowadzono również nowe silniki o pojemności 2,3 dm³ w odmianach o mocy 78 kW (106 KM) lub 93 kW (126 KM). Dodatkowo rozpoczęto produkcję jednostek napędowych o pojemności 3,0 dm³ spełniających normę czystości spalin EEV. Silniki te rozwijają moc maksymalną 102 kW (140 KM) lub 125 kW [170 KM), a pojazdy w nie wyposażane noszą oznaczenie Iveco EcoDaily. Wszystkie silniki wyposażone są w system recyrkulacji gazów wydechowych, a te dostosowane do normy EEV mają system EGR oraz filtr cząsteczek stałych.
Wdrażane do produkcji seryjnej są wersje Daily z napędem elektrycznym. Wyposażone są one w asynchroniczne silniki trójfazowe o mocy 30 kW (model 35S), 40 kW (model 40C), moc ta może również być dwukrotnie większa. Zasilanie zapewniają akumulatory NaNiCl2 firmy Zebra. Ich pełne naładowanie trwa osiem godzin, a pojazd może bez ładowania pokonać dystans 90–130 km. Prędkość maksymalna tej wersji jest ograniczona do 70 km/h.

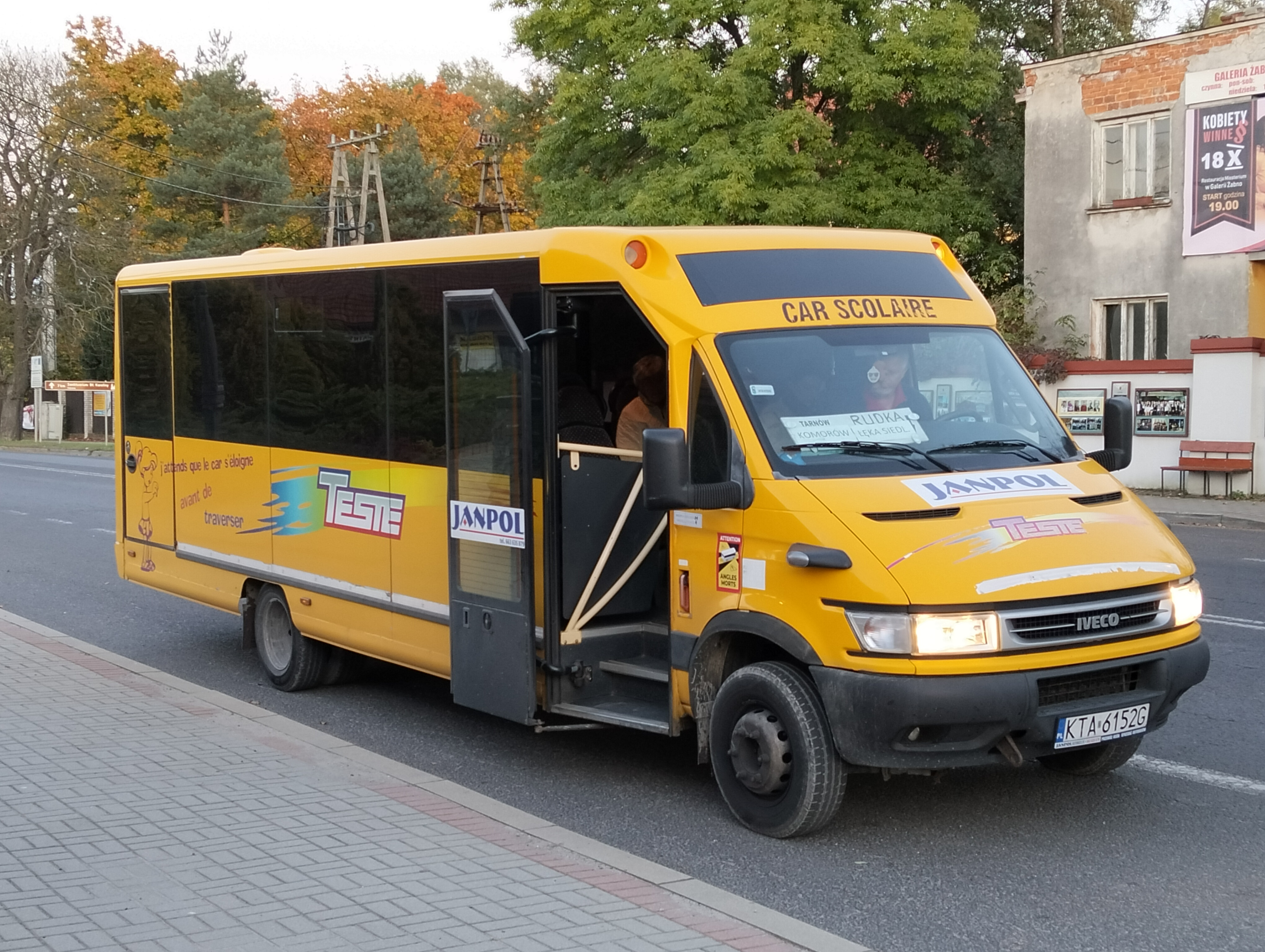
Iveco Daily 50C15 jako bus

Daily III po kolejnym, trzecim liftingu po raz pierwszy zaprezentowano w centrum sprzedażowo-wystawienniczym Fiat Industrial Village w Turynie we wrześniu 2011 roku.
W 2011 roku auto otrzymało Europejską Nagrodę w dziedzinie Transportu przyznaną przez Hiszpanię oraz Europejską Nagrodę za Ekologiczność w transporcie przyznaną przez Niemcy dla wersji elektrycznej.
W 2012 roku do oferty wprowadzono dwa silniki Diesla o pojemności 2,3 litra i mocy 146 KM zgodnym z normą Euro 5 oraz o pojemności 3,0 l i mocy 146 KM spełniającym rygorystyczną normę emisji spalin EEV. Wraz z wprowadzeniem nowych silników wzbogacono pojazd o nowatorskie technologie, takie jak m.in. system Start&Stop oraz GSI (wskaźnik biegu z sugestią optymalnego wyboru), a także standardowo wprowadzono do wersji z pojedynczymi kołami aluminiowe obręcze kół.
W tym samym roku auto zdobyło w Hiszpanii tytuł „Lekki Pojazd Użytkowy Roku”.

### Silniki (2006)
W modelach trzeciej generacji stosowane są następujące typy silników:
- 2,3 dm³ HPI, 70 kW (96 KM) – 2287 cm³,
- 2,3 dm³ HPI, 78 kW (106 KM) – 2287 cm³,
- 2,3 dm³ HPI, 85 kW (116 KM) – 2287 cm³,
- 2,3 dm³ HPI, 93 kW (126 KM) – 2287 cm³,
- 2,3 dm³ HPT, 100 kW (136 KM) – 2287 cm³,
- 3,0 dm³ HPI, 103 kW (140 KM) – 2998 cm³,
- 3,0 dm³ HPI, 107 kW (146 KM) – 2998 cm³,
- 3,0 dm³ HPT, 125 kW (170 KM) – 2998 cm³,
- 3,0 dm³ HPT, 129 kW (176 KM) – 2998 cm³,
- 2,7 dm³ CNG, 78 kW (106 KM)
- 3,0 dm³ CNG, 100 kW (136 KM) – 2998 cm³,

## Czwarta generacja

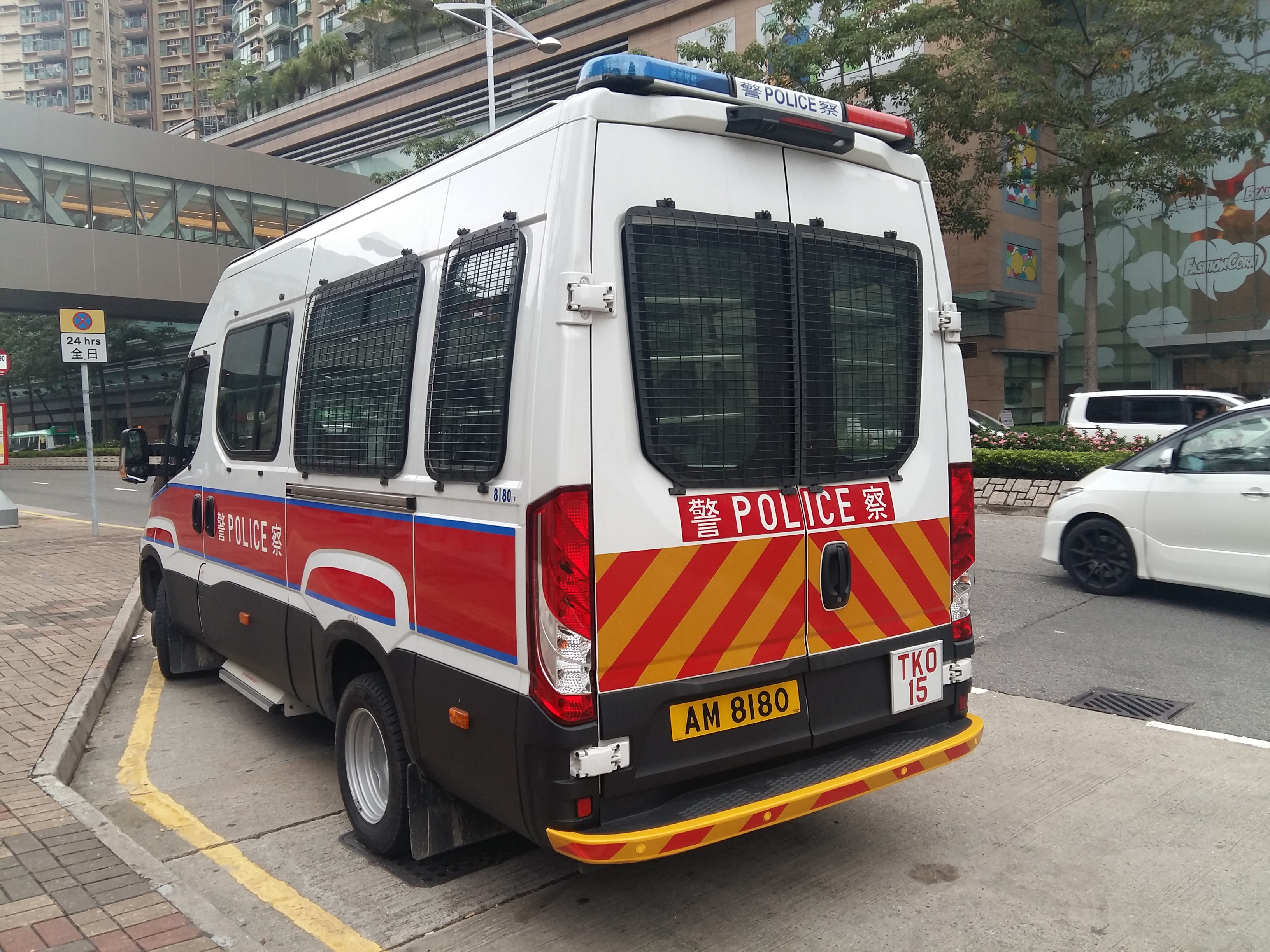
Iveco Daily IV – tył

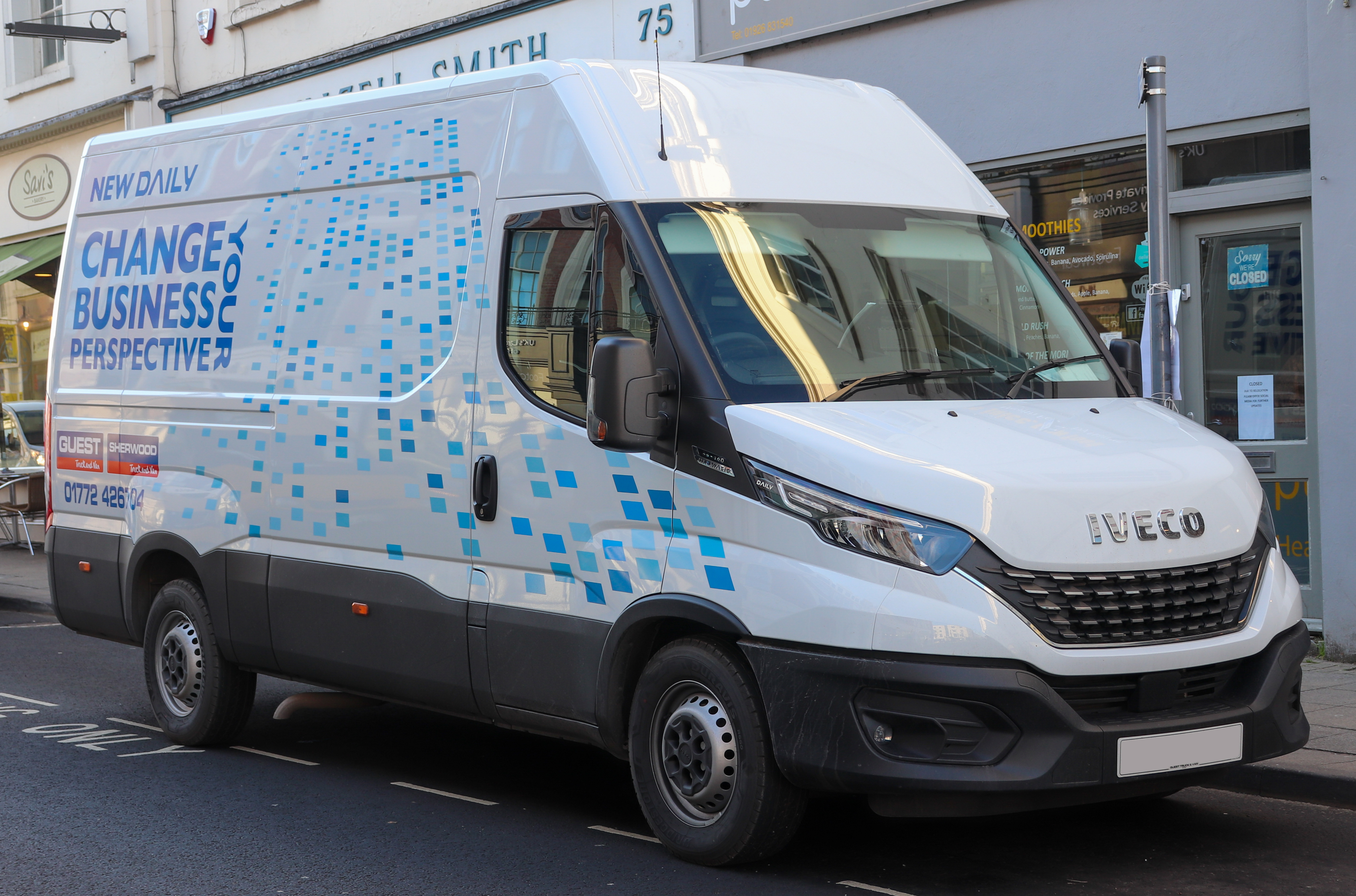
Iveco Daily IV po liftingu

Iveco Daily IV zostało zaprezentowane po raz pierwszy w 2014 roku.
Daily czwartej generacji jest pierwszą od 1999 roku zupełnie nową konstrukcją.
W pojeździe oprócz nowej konstrukcji zastosowano nowe rozstawy osi oraz nowe zawieszenie. Auto występuje w ponad 8 tysiącach konfiguracji.
W 2019 roku samochód przeszedł modernizację, w ramach której przemodelowano pas przedni.

### Wyposażenie
- STANDARD
- COMFORT
- PLUS
- TOP

Standardowe wyposażenie pojazdu obejmuje m.in. system ESP, fotel kierowcy regulowany w trzech kierunkach, poduszkę powietrzną kierowcy (po liftingu), przygotowanie do montażu radia, elektrycznie sterowane i podgrzewane lusterka, centralny zamek zdalnie sterowany oraz elektrycznie sterowane przednie szyby.
Opcjonalnie w wersji Comfort auto wyposażyć można m.in. w klimatyzację manualną, sprężarkę klimatyzacji, sprężynowany fotel kierowcy; w wersji Plus w m.in. górną półkę nad przednią szybą, radio z MP3 oraz światła przeciwmgielne, a w wersji Top w m.in. klimatyzację automatyczną, radio CD z Bluetooth, wyświetlacz MATRIX oraz tempomat.
Pojazd wyposażyć można także w pakiety takie jak OFF-ROAD (blokada tylnego mostu, osłona miski olejowej, tylne zawieszenie półeliptyczne z resorem pomocniczym), TRANSPORT (hak holowniczy, tachograf cyfrowy), CITY (ściankę działową z oknem stałym, czujniki cofania oraz trzecie światło stop), ECO (system start&stop, EcoSwitch, opony ECO) oraz WINTER (podgrzewaną przednią szybę, ogrzewanie postojowe Webasto).